# Nejvyšší soud

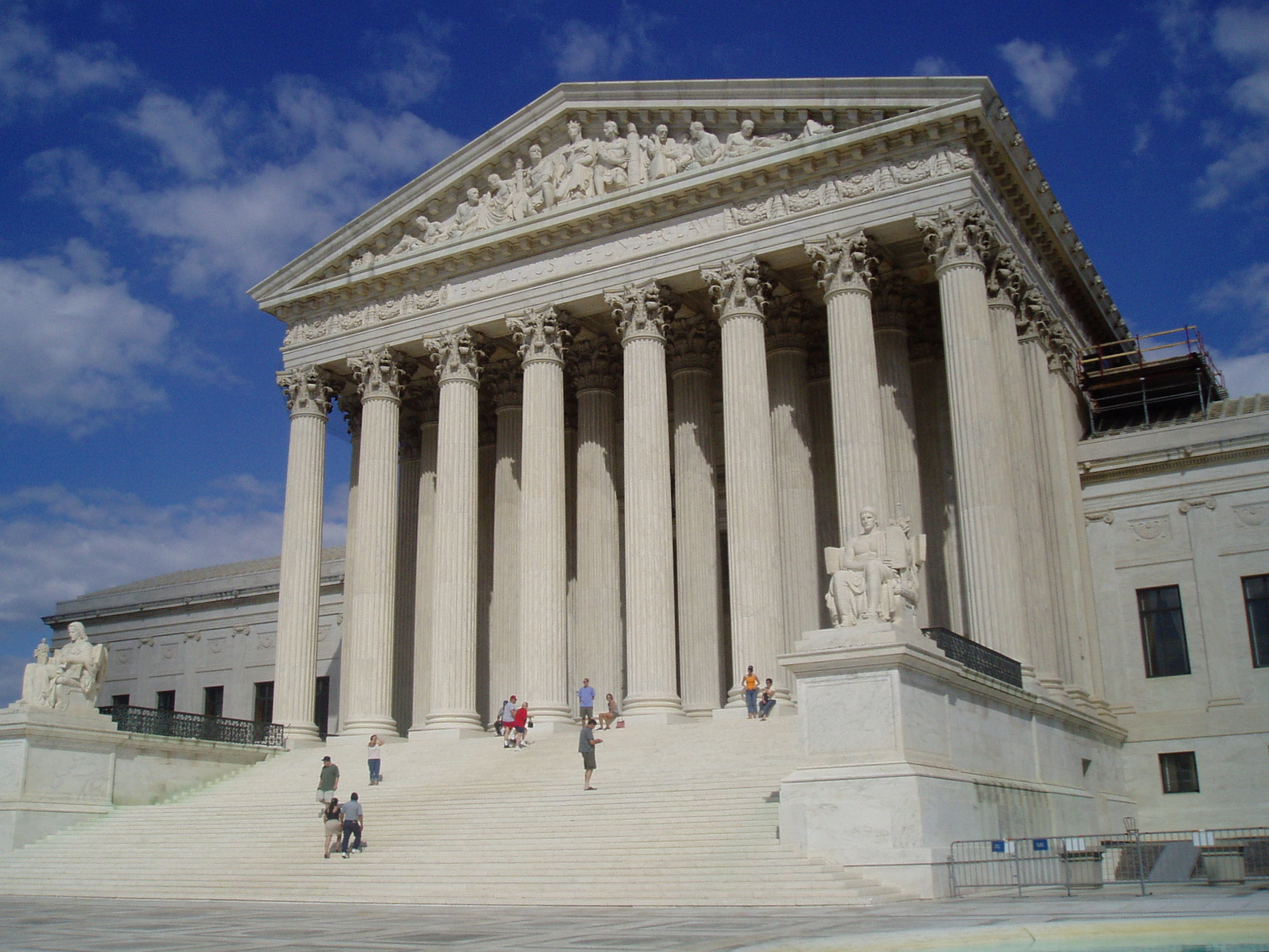
Budova Nejvyššího soudu USA

Nejvyšší soud je označení soudního orgánu, který v jednotlivých státech plní různé funkce – zpravidla se jedná o orgán, který rozhoduje v poslední instanci a proti jehož rozhodnutí už není přípustný opravný prostředek. Tím pak plní důležitou roli při sjednocování judikatury dané země.
Může také rozhodovat o souladu zákonů a ústavy, není-li v zemi zřízen specializovaný ústavní soud (např. USA, Argentina, Indie, Japonsko, Dánsko, Irsko, Estonsko); ve složených státech (federacích) může také rozhodovat o sporech mezi federací a jednotlivými federálními státy. V jiných státech (např. Německo, Rakousko, Polsko, Chorvatsko, JAR, Česko) naopak samostatné ústavní soudy existují, a ty navíc mohou přezkoumávat rozhodnutí nejvyšších soudů z hlediska jejich souladu s ústavou.
V některých státech dále existují samostatné nejvyšší správní soudy, které plní funkci nejvyšší soudní instance ve správním soudnictví (např. Finsko, Rakousko, Polsko, Česko).